# Fabian Palzer
Fabian Palzer (* 29. Juli 1995) ist ein österreichischer Fußballspieler.

## Karriere
Palzer begann seine Karriere beim SKU Amstetten. Zur Saison 2011/12 rückte er in den Kader der zweiten Mannschaft der Niederösterreicher. Im September 2011 debütierte er dann gegen den 1. SC Sollenau auch für die erste Mannschaft der Amstettner in der Regionalliga. Dies blieb in jener Saison aber sein einziger Einsatz in der dritthöchsten Spielklasse. In der Saison 2012/13 absolvierte er sechs Spiele in der Ostliga. In der Saison 2013/14 kam er neunmal zum Einsatz. In der Saison 2014/15 absolvierte er vier Partien, in der Saison 2015/16 kam er einmal zum Einsatz.
Nach drei Einsätzen bis zur Winterpause 2016/17 verließ Palzer Amstetten im Jänner 2017 nach 16 Jahren und schloss sich dem viertklassigen SCU Ardagger an. Eine Spielklasse tiefer kam er bis Saisonende zu 14 Einsätzen in der Landesliga. In der Saison 2017/18 machte er 19 Partien. In der Saison 2018/19 absolvierte er 29 Spiele für Ardagger. In der Saison 2019/20 kam er bis zum COVID-bedingten Saisonabbruch zu 15 Einsätzen, in der ebenfalls abgebrochenen Saison 2020/21 machte er acht Spiele. In der Saison 2021/22 kam er dann zu 24 Einsätzen. Nach der Saison 2021/22 verließ er den Landesligisten.
Nach einem halben Jahr ohne Verein wechselte Palzer im Jänner 2023 nach Oberösterreich zum fünftklassigen ASKÖ Donau Linz. Für die Linzer kam er bis Saisonende achtmal in der Landesliga zum Einsatz. In der Saison 2023/24 machte er bis zur Winterpause 14 Spiele in der fünfthöchsten Spielklasse. Im Jänner 2024 kehrte der Mittelfeldspieler zum mittlerweile zweitklassigen SKU Amstetten zurück. Sein Debüt in der 2. Liga gab er dann im April 2024, als er am 22. Spieltag der Saison 2023/24 gegen den FC Dornbirn 1913 in der 84. Minute für Niels Hahn eingewechselt wurde. Insgesamt kam er zu sechs Zweitligaeinsätzen für Amstetten.
Im Jänner 2025 kehrte er zum viertklassigen SCU Ardagger zurück.